# Кейптаунская афера
«Кейптаунская афера» (англ. The Cape Town Affair) — шпионский фильм 1967 года, снятый режиссёром Робертом Уэббом при сотрудничестве американской и южноафриканской компаний «20th Century Fox» и «Killarney Film Studios».

## Сюжет
Специальные агенты южноафриканских спецслужб Скип и Кэнди пытаются спасти сверхсекретную микроплёнку, за которой охотятся коммунисты.

## В ролях
| Актёр              | Роль                    |
| ------------------ | ----------------------- |
| Джеймс Бролин      | Скип Маккой             |
| Жаклин Биссет      | Кэнди                   |
| Клер Тревор        | Сэм Уильямс             |
| Боб Кортни         | капитан Херрик          |
| Джон Уайтли        | Джоуи                   |
| Гордон Малхолланд  | уорент-офицер Дю-Плесси |
| Зигфрид Майнхардт  | Мелтон                  |
| Джеймс Гордон Уайт | сержант Бьюкс           |
| Гэбриэл Байман     | Мохаммед                |
| Рэймонд Мэтьюсон   | Луи / Эспиноза          |
| Патрик Майнхардт   | Майбёрг                 |

## Критика
Критиками данный фильм оценивается как «страшно недостойный», так как является ремейком картины Сэмюэла Фуллера «Происшествие на Саут-стрит», но с действием, перенесённым в 1960-е годы в ЮАР, символом которых стали портреты премьер-министра Хендрика Фервурда, висящие на стенах полицейского участка и офиса спецслужб. Картина была снята под явным покровительством правящего режима апартеида, соединившего американскую антикоммунистическую паранойю и африканерский националистический патриотизм в желании защитить государство от тайного коммунистического вмешательства, в связи с чем, «Кейптаунская афера» стала «реакционным ответом власти на социальные движения 1960-х годов». В производстве фильма для белой аудитории принимали участие только белые люди, находившиеся в состоянии паранойи от непрекращающихся чёрных восстаний, особенно на границах страны. Причём, ещё до выхода фильма, Фервурд был убит и это только усилило его героизацию в качестве человека, поддерживавшего свободу для своих белых граждан только за счёт угнетения чернокожих африканцев и членов коммунистической партии. Некоторые обозреватели называли фильм «неприятным», так как хоть в нём и есть красочные кадры Кейптауна 1967 года, но термин «красочный» подходит сюда в несколько ироническом смысле, потому что ни на одной из шумных улиц апартеидной Южной Африки редко удастся заметить хоть одного чернокожего человека".